# Herpsilochmus
A Herpsilochmus a madarak osztályának verébalakúak (Passeriformes) rendjébe és a hangyászmadárfélék (Thamnophilidae) családjába tartozó nem.

## Rendszerezésük
A nemet Jean Cabanis német ornitológus írta le 1847-ben, az alábbi fajok tartoznak ide:
- Herpsilochmus sellowi
- Herpsilochmus praedictus[1]
- Herpsilochmus stotzi[1]
- Herpsilochmus pileatus
- Herpsilochmus atricapillus
- Herpsilochmus motacilloides
- Herpsilochmus parkeri
- Herpsilochmus sticturus
- Herpsilochmus dugandi
- Herpsilochmus stictocephalus
- Herpsilochmus gentryi
- Herpsilochmus dorsimaculatus
- Herpsilochmus roraimae
- Herpsilochmus pectoralis
- Herpsilochmus longirostris
- Herpsilochmus axillaris
- Herpsilochmus rufimarginatus

## Előfordulásuk
Dél-Amerika területén honosak. A természetes élőhelyük a szubtrópusok vagy trópusok.

## Megjelenésük
Testhosszuk 10-13 centiméter közötti.